# Xylocopa somalica
Xylocopa somalica är en biart som beskrevs av Paolo Magretti 1895.
Xylocopa somalica ingår i släktet snickarbin och familjen långtungebin. Inga underarter finns listade i Catalogue of Life.